# Publius Papinius Statius

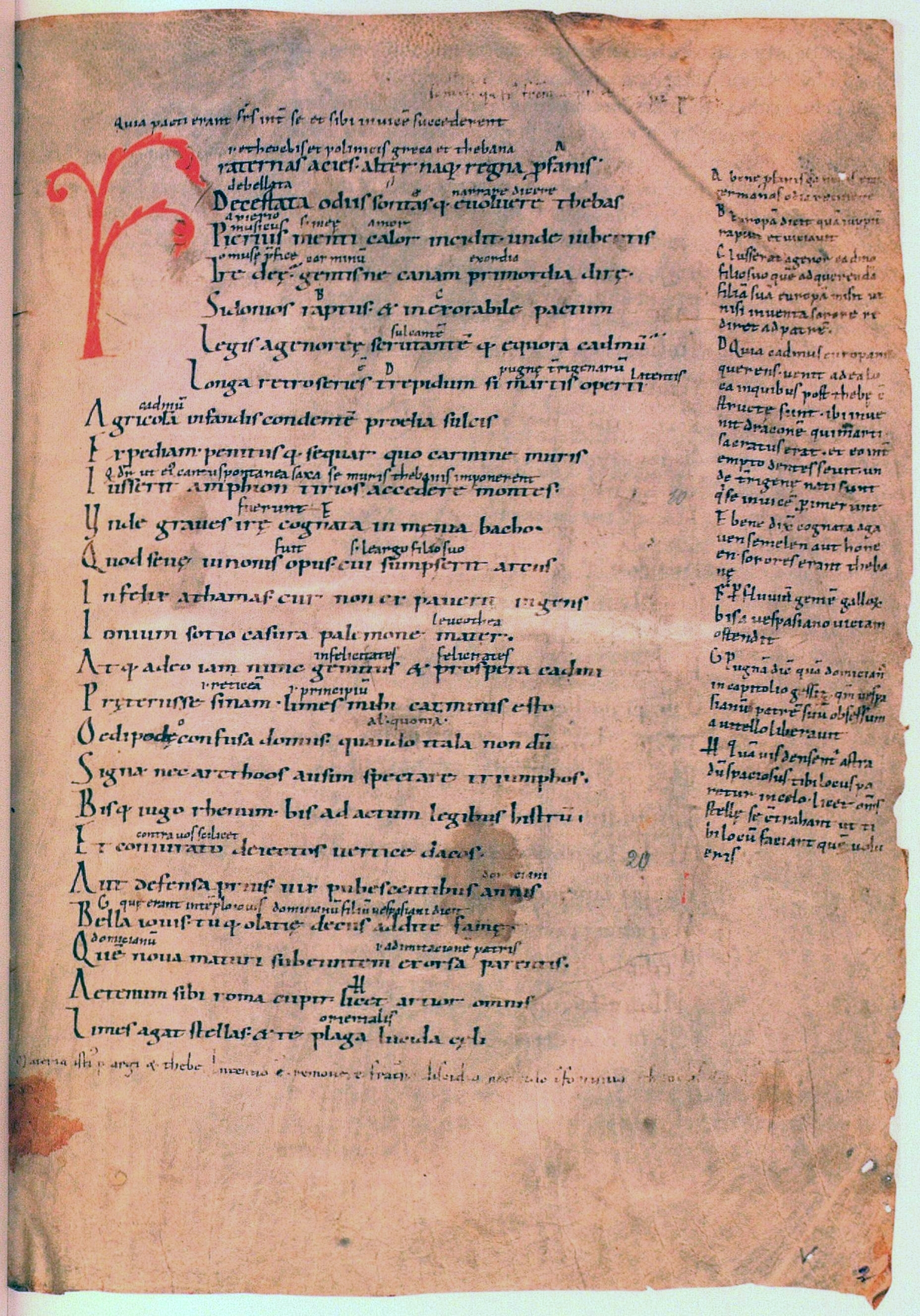
Statius, Thebais. Rukopis z kláštera St. Gallen s poznámkami, kolem roku 1000

Publius Papinius Statius (asi 45, Neapol – asi 96, tamt.) byl starořímský básník z 1. století, z tzv. stříbrného věku latinské literatury. Napsal dva mytologické eposy Thebais a Achileis a sbírku příležitostné poezie Silvae (Rozmanité básně). Od dětství byl vítězem několika básnických závodů, stejně jako jeho otec, učitel literatury. Stal se dvorním básníkem císaře Domitiana, kterému v básních silně lichotil.
Thebais je obšírný epos (12 knih), který líčí zápas Oidipových synů Eteoklea a Polyneika o thébský trůn. Vzorem byla Statiovi pravděpodobně stejnojmenná Antimachova báseň. Druhá epická báseň Achileis pojednávající o Achillově životě zůstala nedokončená, dochovaly se jen dvě knihy, které vyprávějí o Achillově mládí. Silvae obsahují 32 příležitostných básní, rozdělených do pěti knih. Popisují události (svatby, oslavy narozenin, smrt) v životě různých mocných osob Statiovy doby. Většina veršů je v hexametrech, část v alkajském, sapfickém a jiných metrech.
Ottův slovník naučný hodnotil styl Statiův takto: „Básněmi těmito Statius prokázal poměrně nejvíce nadání své básnické. Statius byl sice muž velmi vzdělaný a básník neobyčejně nadaný i obratný ve veršování, nicméně plody jeho nepůsobí mile na čtenáře, jednak proto, že i u něho, podobně jako u souvěkých básníků, proniká silně živel rhétorický, převládá prázdná frase a suchopárná učenost, jež jeví se zvláště v častém výkladě mythologickém, jednak i proto, že z básní jeho vyzírá podlá servilnost, jakouž se zalíbiti chce nehodnému panovníku Domitianovi a jeho okolí.“
Statius je jednou z postav Dantovy Božské komedie, v části Očistec.